# Ewigkeit
Ewigkeit foi uma banda do Reino Unido formada por um único integrante, o multiinstrumentista James Fogarty. A sonoridade das músicas da banda resultavam, inicialmente, de uma mistura de death metal, metal industrial e música eletrônica. Posteriormente, passaram a predominar nas composições a sonoridade darkwave e o experimentalismo.

## História
Apesar do nome em alemão, a banda Ewigkeit (Eternidade, em alemão) foi formada em Sussex, na Inglaterra, por James Fogarty, em 1994. Fogarty era o único integrante do grupo, responsável por todos os instrumentos e pela parte vocal. No mesmo ano de sua formação, o Ewigkeit lança uma demo chamada Fairy Lands Forlom, contendo seis músicas. O vocal de Fogarty era o típico gutural do death metal, em meio a instrumentos comuns no heavy metal, mas também algumas passagens eletrônicas. Em 1995, o Ewigkeit lança outra demo, chamada Beyond Realms Unknown, contendo quatro faixas. Em 1997, é lançada uma terceira demo, de nome Dwellers on the Threshold. O primeiro álbum do Ewigkeit foi lançado ainda em 1997 e recebeu o nome de Battle Furies. Contendo dez faixas, o trabalho tinha um encarte onde era dito que o mesmo era “dedicado a Bridget Bishop, George Burroughs, Joan Upney, Agnes Waterhouse, Elizabeth Clarke, Giordano Bruno, Dietrich Flade, Ursula Kempe, Joan Cony, Jaques de Mola, Fran Schuler, Angele de La Barthe, Joan Prentice e mais de 200.000 outras esquecidas vítimas suspeitas de heresia pela Igreja e que foram queimadas vivas ou afogadas em nome de valores cristãos. Que os seus torturadores e executores queimem nos mias profundos lagos de enxofre do inferno”. Apesar desta inscrição, os temas abordados pelas músicas do Ewigkeit praticamente não abordavam História, mas giravam, comumente, em torno de temas como espiritualidade, mente humana e Universo.
Em 1999, o Ewigkeit lança seu segundo álbum, chamado Starscape, e contendo onze faixas. No Brasil, a extinta revista Planet Metal, ao fazer uma resenha do álbum, chegou a dar nota 9,5 para o trabalho e definiu o estilo musical do Ewigkeit como sendo “death metal espacial”. Na mesma época, James Fogarty envolveu-se num projeto paralelo, que era a banda The Meads of Asphodel. Também logo após o lançamento de Starscape, Fogarty passou a utilizar, no Ewigkeit, o pseudônimo Mr. Fog (Senhor Névoa). Um fato interessante é que no The Meads of Asphodel, Fogarty passou a utilizar ainda um segundo pseudônimo: Jaldaboath.
Em 2002, Fogarty retira-se do The Meads of Asphodel e passa a dedicar-se novamente apenas ao Ewigkeit. No ano de 2003 o Ewigkeit lança o álbum Land of Fog. Contendo nove composições, o álbum representaria um divisor de águas na carreira do Ewigkeit. Sua arte gráfica era mais simples e crua que as dos álbuns anteriores. O logotipo da banda também passou por uma mudança, sendo agora igualmente mais simples. As composições também tornaram-se diferentes, praticamente desaparecendo a temática anterior e surgindo, em seu lugar, composições falando a respeito de temas políticos. Ademais, se antes predominavam os vocais guturais, fazendo com que o Ewigkeit deixasse à mostra influências de grupos como Carcass e ...And Oceans, agora Mr. Fog preferia seguir um novo direcionamento musical e fazer uso dos vocais mais limpos. Passagens eletrônicas e teclados também passaram a predominar em profusão nas composições, além das mesmas perderem o viés death metal, o que as tornou mais leves e as fez ganhar características mais voltadas ao darkwave e à musicalidade experimental.
O ano seguinte, 2004, é marcado pelo lançamento do álbum Radio Ixtlan. Contendo nove faixas, o trabalho mantinha o novo direcionamento musical do Ewigkeit, marcado por mais passagens eletrônicas e um distanciamento cada vez maior do death metal e dos vocais guturais que marcaram seus primeiros álbuns. Em 2005, o Ewigkeit lança mais um álbum, de nome Conspiritus. Com onze faixas, o trabalho abordava como temática as teorias conspiratórias e seria o último álbum lançado pelo Ewigkeit. A one man band chegou a lançar ainda o EP Return to the Land of Fog, em 2006, e uma compilação com suas melhores composições, chamada Lost Yet Not Forgotten, no mesmo ano, mas encerrou as atividades pouco depois, no início de 2007. No mesmo ano, contudo, Fogarty deu início a uma nova banda, de nome Jaldaboath, o mesmo pseudônimo por ele utilizado em sua passagem pelo The Meads of Asphodel. O Jaldaboath é um trio liderado por Fogarty e que mistura heavy metal e música medieval, tendo lançado seu primeiro álbum em 2010. Fogarty fundou ainda um projeto musical chamado The Bombs of Enduring Freedom.

## Integrantes
- Mr. Fog (James Fogarty) – vocal e todos os instrumentos

## Discografia
- Fairy Lands Forlom – 1994 (demo)
- Beyond Realms Unknown – 1995 (demo)
- Dwellers on the Threshold – 1997 (demo)
- Battle Furies – 1997 (álbum)
- Starscape – 1999 (álbum)
- Land of Fog – 2003 (álbum)
- Radio Ixtlan – 2004 (álbum)
- Conspiritus – 2005 (álbum)
- Return to the Land of Fog – 2006 (EP)
- Lost Yet Not Forgotten – 2006 (compilação)